# Villa Nordstern (Lehrte)

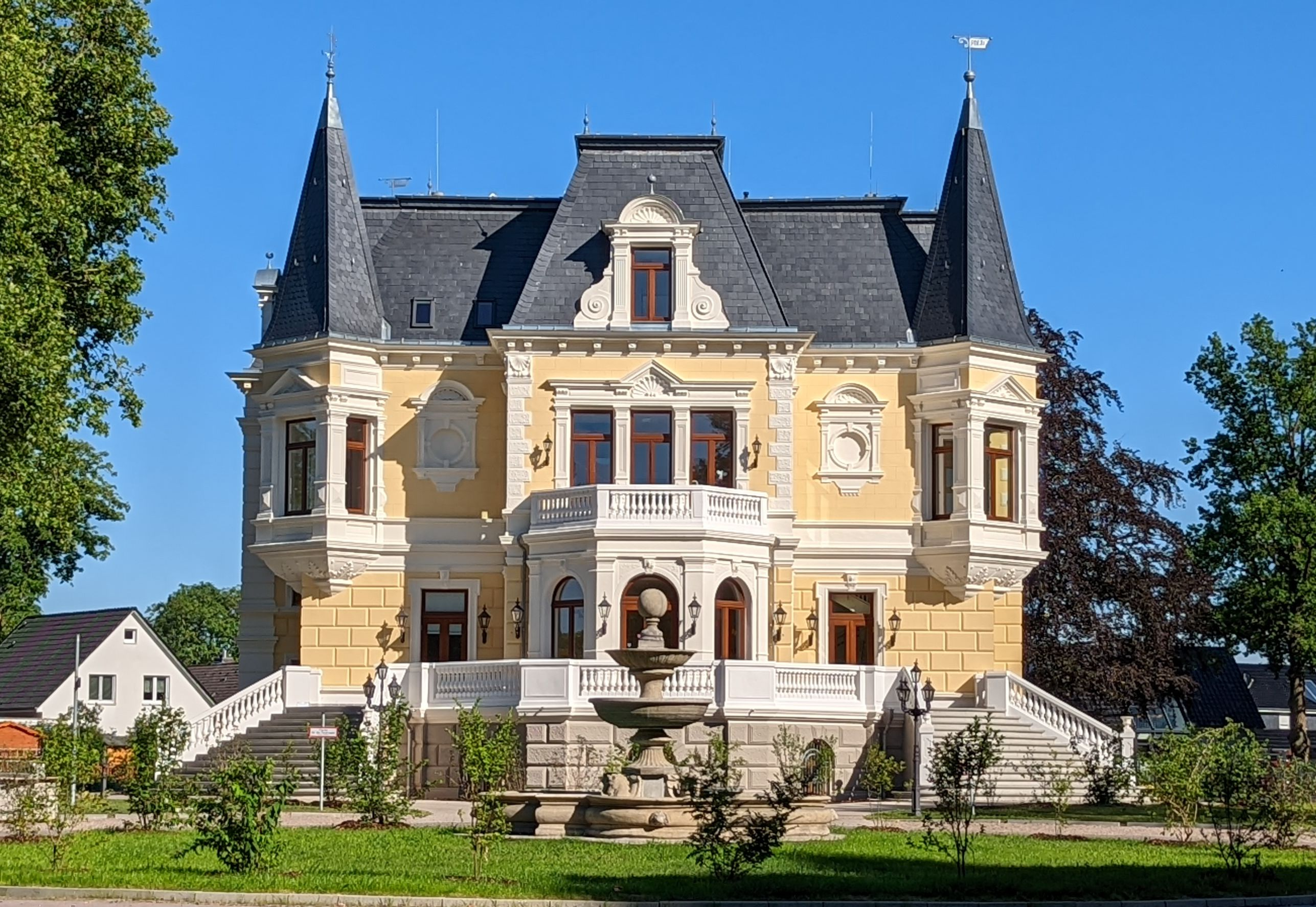
Villa Nordstern, 2022

Die Villa Nordstern ist eine 1892 als großbürgerliches Wohnhaus erbaute Villa in Lehrte, die unter Denkmalschutz steht. Das Areal an der Iltener Straße gehörte bis 2004 zum Sehnder Ortsteil Ilten, seitdem ist um das Haus das Neubaugebiet Villa Nordstern entstanden.

## Geschichte
1892 ließ der Zementfabrikant und Pferdezüchter Hermann Manske (1839–1919) in Ilten die Villa errichten. Sie diente als Wohn- und Unternehmenssitz der 1906 gegründeten Portland-Cementfabrik „Alemannia“ H. Manske & Co. KG. Manske unterhielt ein erfolgreiches Gestüt, das eine Außenstelle auf den damals weitläufigen Flächen um die Villa führte.
Später wurde sie bis etwa 1990 als Kinderheim genutzt, danach ging sie in den Besitz der Hannover Region Grundstücksgesellschaft (HRG) über.

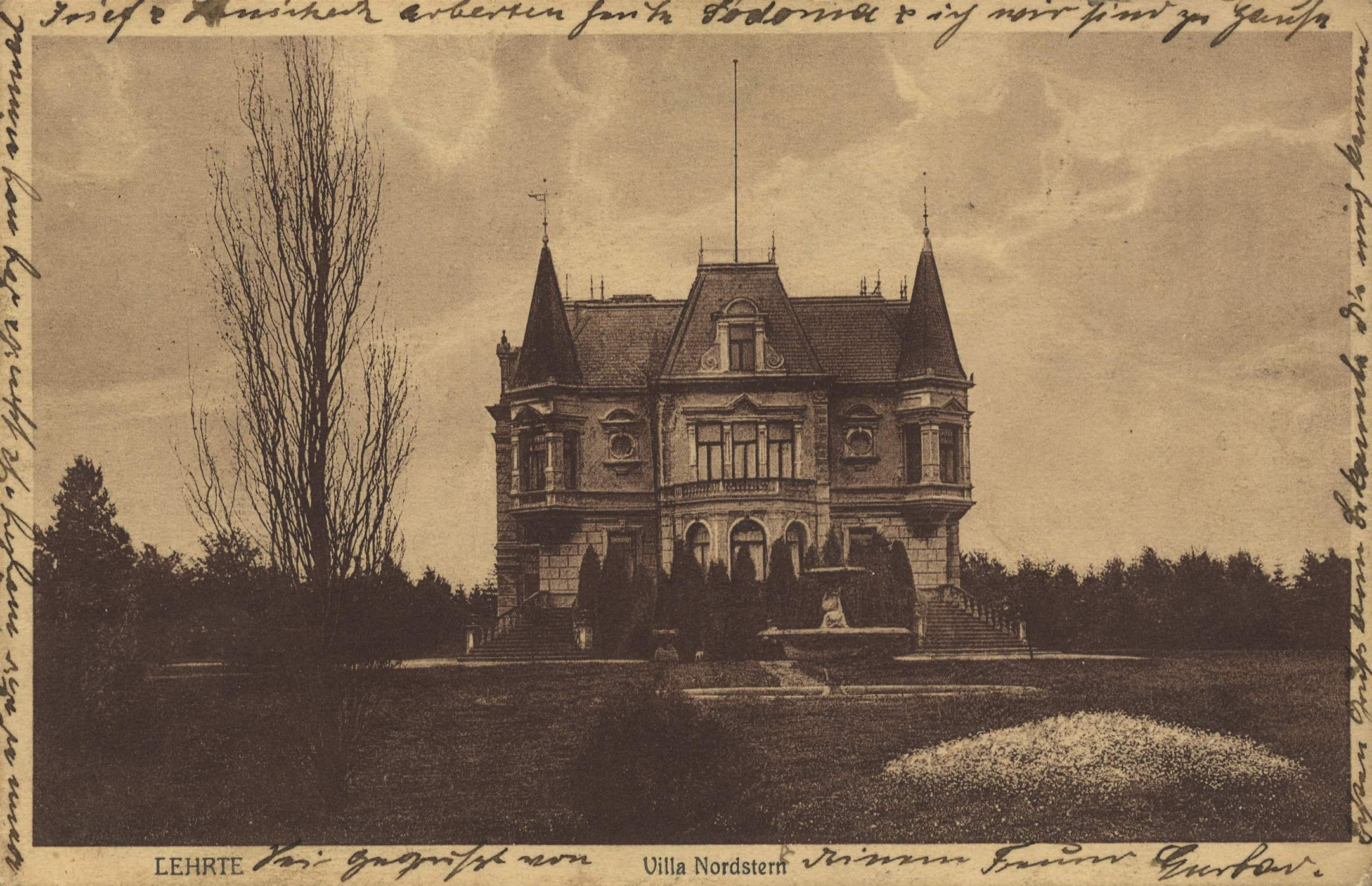
Villa Nordstern, historische Postkarte

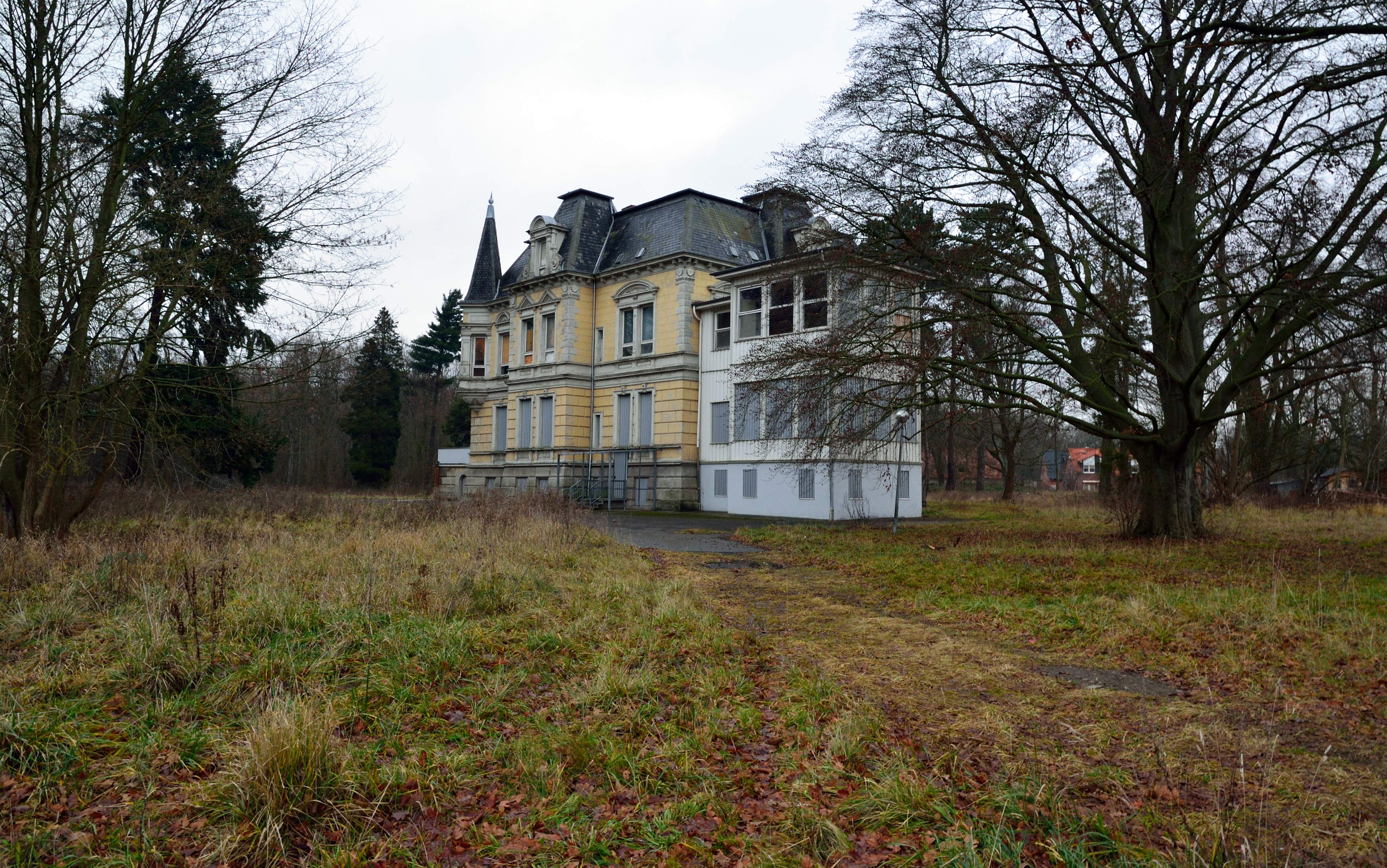
Die Villa mit dem umgebenden Grundstücksgelände 2011

Die Zugehörigkeit zum Gebiet von Sehnde endete am 25. März 2004 mit einem Gebietstausch zwischen Sehnde und Lehrte, da Lehrte diese Fläche für die städtische Entwicklung benötigte. Seither ist um die Villa das Neubaugebiet Villa Nordstern entstanden.
2004 wurde die sanierungsbedürftige Villa an eine Privatperson verkauft. Seit 2008 versuchte die Stadt Lehrte, den neuen Besitzer zu einer denkmalgerechten Sanierung anzuhalten. Der nach Südafrika verzogene Eigentümer war jedoch zunächst nicht auffindbar und überschrieb die Villa dann seinem Sohn. Dieser erstattete mehrfach Anzeige wegen Hausfriedensbruchs bei der Polizei, da es mehrere Einbrüche in die Villa gab, die zum Teil auch gefilmt wurden. Einige dieser Filme von der vor allem bei Jugendlichen als Spukhaus angesehenen Villa sind bei Videoportalen hochgeladen worden.
Der Lehrter Projektentwickler Rolf Neumann erwarb die Villa zum 1. September 2018. Teile des 42.000 Quadratmeter großen Grundstücks wurden zur Finanzierung der Sanierung als Bauland weiterveräußert. Auf den 1.600 Quadratmetern Wohnfläche in der Villa wurde ein Kindergarten eingerichtet, der im Februar 2022, 18 Monate nach Baubeginn, eröffnet wurde. Von der Politik wurde das Vorhaben parteiübergreifend begrüßt. Die Gesamtinvestitionen sollen 3,5 Millionen Euro betragen.
Beim hannoverschen Fassadenwettbewerb 2022 von Haus & Grund und der Maler- und Lackiererinnung wurde die restaurierte Villa mit der vollen Punktzahl zum „schönsten Haus der Region Hannover“ gekürt.